# Fortunato Scacchi
Fortunato Scacchi (Ancona, Italia, 1573-Fano, 1 de agosto de 1643) fue un filólogo y anticuario italiano.

## Biografía
Fortunato Scacchi nació en 1573, como hijo ilegítimo de un caballero de Ancona con su criada. Hasta la edad de cinco años fue educado en la casa inclusa o sea de los expósitos, adonde se le llevó en cuanto nació. Arrepentido su padre de haberle abandonado, le sacó de la casa de caridad y le trató ya como su hijo. Empero a pesar de verse tratado con cariño y hasta con regalo por su padre, el desdén con que desde niño miró las cosas del mundo y su inclinación a la vida retirada y contemplativa le decidió, aún muy joven, a abrazar la vida religiosa y tomó el hábito de los ermitaños de San Agustín. 
La condición de su nacimiento le obligó poco tiempo después a este instituto religioso, pero como lograse vencer este obstáculo pronunció sus votos en Fano. Sometido en un principio a los oficios más humildes de la comunidad, obtuvo después permiso para hacer sus estudios en Rímini, y los continuó en Roma. Habiendo oído alabar mucho la universidad de Alcalá de Henares de España, la que en su época fue considerada como la primera del mundo, deseó perfeccionar sus conocimientos allí. Por no tener el dinero para costear su viaje a España, se ajustó de cocinero con el patrón de un buque solo por el pasaje. 
Luego que desembarcó se fue pidiendo limosna hasta Toledo a pie, y en esta ciudad algunos de sus hermanos de religión le dieron lo preciso para hacer su viaje hasta Alcalá: ya en esta universidad, estudió por espacio de siete años filosofía y teología, y luego que terminó todos sus cursos, sostuvo tesis públicas con gran brillantez; volvió a Italia, hizo rápidos progresos en la lengua hebrea, y no tardó en hacer iguales adelantos en la lengua griega. Habiéndose inaugurado con grande éxito como predicador, se consagró por espacio de muchos años al púlpito y a la enseñanza. 
Después de haber enseñado la teología y el hebreo en diferentes ciudades, volvió a Fano con el designio de terminar algunas obras que se proponía publicar; pero habiéndose permitido publicar en ellas la crítica de la conducta de sus superiores, estos se declararon contra él, y en su conducta nada ejemplar encontraron la ocasión de castigar su indiscreción. Su hermano Oliverio Scacchi, que gozaba de mucha reputación, se encargó de evitar los males que preveía, y en 1618 le hizo ir a Roma, en donde el cardenal Scipione Cobelluzzi le proporcionó la cátedra de Sagrada Escritura. 
Mereció el aprecio del cardenal Barberini, que fue después el papa Urbano VIII, cuando subió este Pontífice á la cátedra de San Pedro le revistió con la dignidad de su maestro de capilla en 1628, y le agregó a la congregación encargada de revisar el Martirologio y el Breviario romano. 
Ocupaba Scacchi hacia ya quince años el honroso y lucrativo empleo de maestro de capilla, pero como con la esperanza de obtener mayor renta manifestase dificultades para seguir ejerciéndole, un cardenal que no le tenía mucha voluntad, se aprovechó de su querella para hacer se diese la plaza a uno de sus protegidos. Scacchi, que hizo economía alguna para un caso de esta especie, se vio reducido a vender su preciosa biblioteca para subsistir, y se volvió a Fano, en donde agobiado por su desgracia, por sus enfermedades y la falta de la vista, murió en 1 de agosto de 1643, legando a su convento lo poco que poseía.

## Obras

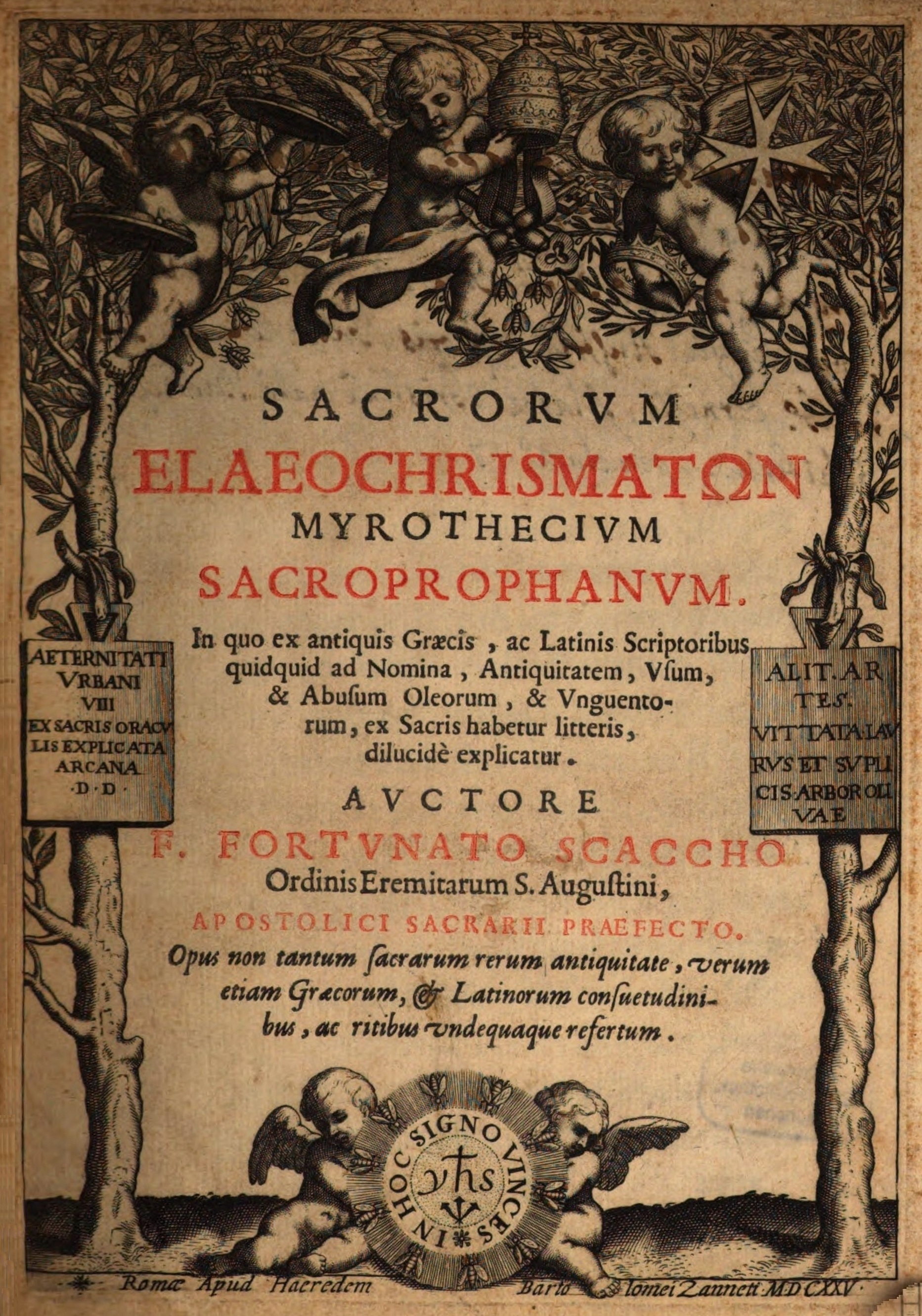
Sacrorum elæochrismaton Myrothecia tria 1625

Además de una edición de la Biblia, que se imprimió en Venecia en fol. en 1619, edición que contiene además de la versión conocida por la Vulgata, la de Sanctes Pagnino, otra más antigua y la de la Paráfrasis Caldaica, se conocen de Fortunato las obras:
- Sacrorum elæochrismaton Myrothecia tria, Roma, 1625, 1627 y 1637 en 4.°, tres partes; la 4.ª y 5.ª quedaron inéditas. Ámsterdam, 1701 o 1710 en fol.; obra sabia, pero llena de digresiones extrañas al objeto. El autor trata en ella de cuantas clases de unciones se ha hablado en las Santas Escrituras, hablando también con motivo del candelabro de siete brazos, de las diversas lámparas de los antiguos, de los embalsamamientos, de los baños, de los perfumes, etc. La edición de Ámsterdam, reproducida en 1710, lo fue de nuevo en La Haya en 1725, con el título de Thesaurus Antiquitatum sacro profanarum, la que han pensado equivocadamente algunos autores que fuera una nueva obra.
- De cultu et veneratione servorum Dei liber primus, qui est de nobis et signis sanctitatis; Roma, 1639, en 4°. Esta obra debía tener seis libros: pero solo publicó el primero el autor por no poder sufragar los gastos de impresión.
- Predicaciones y discursos sobre los Evangelios, id., 1636, en 4.°.

Sobre Scacchi se encuentra información biográfica en Pinacotheca de Eritræus de Gian Vittorio Rossi, de cuya obra corrigió algunos errores Tiraboschi en el tomo VIII de la Literatura italiana; el tomo XVII de la Nueva Biblioteca de autores eclesiásticos por Dupin; y el tomo XXI de las Memorias de Niceron, de cuyas obras sacó su artículo biográfico Weis en la Biografía universal francesa de Mr. Michaud.